# 叱干姓
叱干姓，是中文姓氏之一。叱干姓為代北複姓，不屬於《百家姓》，一說源自鮮卑部落名、一說是羌族姓氏，有說衍生自甘姓。叱干姓雖然在北魏的孝文帝改革中被改為單姓，但仍然沿用至今；目前，中國大陸有少量的叱干姓人口。

## 起源

### 起源於鮮卑部落名的說法
一些說法認為，叱干姓源自鲜卑部落名。根據現代學術考究，叱干部（又稱薛干部）是世居代北地区的遊牧民族，在登國年間曾遭受北魏攻打和三度屠城，後在北魏太武帝執政時期歸順北魏，成為北魏的編戶、以及鲜卑部落的支部，後以部落名作为姓氏。宋朝典籍《古今姓氏書辨證》則指出，叱干姓是由鮮卑族領袖拓跋鄰（追諡為北魏獻皇帝）定姓：「代北人，後魏獻帝，定姓為叱干氏，居武川。」

### 其他說法
一個說法指，叱干姓是羌族姓氏，原型是礼泉县叱干、宜川县小叱干、蒲城县叱家等地名。
中國作家唐棣的小說《叱干女子嬏》曾提及叱干姓的由來，認為叱干姓衍生自甘姓，並非少数民族的姓氏。小說指出，戰國時期的秦国宰相甘罗因吕不韦陷害而全族遇难，只有一个甘姓老人成功逃脱，並因為追兵誤會其姓氏為「吃」而倖免於死；為了紀念倖免於難的經過，老人在自己的姓氏加上「吃」字，成為「吃甘」姓，後演变為「叱干」。然而，小說沒有引用任何學術考究來證實此說，起源於甘姓之說只是小說角色的說法。

## 歷史與現況
五胡十六國及南北朝期間有多個載於史冊的知名叱干姓人物，包括叱干阿利（胡夏人，載於《晋书·赫连勃勃载记》）、叱干麒麟（北魏人，載於《魏书·尔朱天光传》）、叱干苟生（北齐人，載於《北齐书·傅伏传》）、叱干保洛（北周人，載於《周書·文帝纪》）。
到了北魏太和年間，魏孝文帝推行漢化改革，把大多数鮮卑复姓改为单姓；其中，叱干姓取原姓汉义，改為薛姓，並与汉族通婚。此外，亦有部分叱干姓人口改姓為叱姓。
叱干姓雖然在漢化改革中被改為单姓，但並沒有完全消失，在唐朝乃至現代仍有沿用。四川龍泉驛區的大佛岩附近有一块題為《资州刺史叱干公三教道场文》的唐碑，碑題提到的「叱干公」證明唐朝時仍有人沿用叱干姓，是研究古代中國姓氏史的重要资料。在現代中國，陕西的西安市和咸阳市有為數不多的叱干姓後人，而中國大陸其他地區亦有少量叱干姓人口。

## 相關事物
叱干姓的郡望為代郡（今河北蔚縣一帶）。
源自叱干姓的薛姓家族以汾陰（今山西万荣县一帶）為郡望，以三風堂、河東堂為堂号，藉以與漢族薛氏的堂号忠諫堂有所區別。
現今中國陝西禮泉縣的乡级行政区叱干鄉得名自羌族叱干姓。

## 延伸阅读
[在维基数据编辑]
 《欽定古今圖書集成·明倫彙編·氏族典·叱干姓部》，出自陈梦雷《古今圖書集成》